# 西爾弗斯特蘭德海灘
西爾弗斯特蘭德海灘（英語：Silver Strand Beach）是未建制的海灘街區，位於美國加利福尼亞州文圖拉縣。

## 地理
西爾弗斯特蘭德海灘的座標為34°09′12″N 119°13′12″W / 34.15333°N 119.22000°W，而該地的平均海拔高度為4米（即13英尺）。